# 山口晋 (官僚)
山口晋（やまぐち すすむ、1944年6月2日 - ）は日本の自治官僚。群馬県立図書館長などを務めた。

## 来歴
群馬県山田郡出身（父は群馬県、母は新潟県出身。群馬県立前橋高等学校、京都大学法学部卒業。京大法学部在学中に国家公務員上級甲種試験（法律）を合格。1968年 自治省入省（滋賀県総務部）。
在オーストラリア書記官、総理府人事局参事官補佐、埼玉県総務部地方課長、同県総務部財政課長などを務める。
1986年4月1日 自治大学校教務部長。同年10月1日 自治省大臣官房地域政策課企画室国際交流企画官（初代）。1987年7月21日 自治省大臣官房企画官。1988年3月31日 沖縄振興開発金融公庫総務部長。1989年3月31日 退官。
同年4月1日から群馬県衛生環境部副部長に着任。その後は同県で地方労働委員会事務局長、人事委員会事務局長、群馬県林務部長などになり、2001年4月1日より群馬県立図書館長。

## 略歴
- 1968年4月：自治省入省（滋賀県総務部）[1]。
- 1971年4月：行政局選挙部選挙課主査。
- 1975年2月：在オーストラリア書記官。
- 1977年6月：総理府人事局参事官補佐。
- 1979年5月：行政局選挙部課長補佐。
- 1980年10月：埼玉県総務部地方課長。
- 1982年：埼玉県総務部財政課長。
- 1984年：埼玉大学大学院政策科学研究科助教授。
- 1986年4月1日：自治大学校教務部長。
- 1986年10月1日：自治省大臣官房地域政策課企画室国際交流企画官。
- 1987年7月21日：自治省大臣官房企画官。
- 1988年3月31日：沖縄振興開発金融公庫総務部長。
- 1989年3月31日：退官。
- 1989年4月1日：群馬県衛生環境部副部長。
- 1994年4月1日：群馬県地方労働委員会事務局長。
- 1997年4月1日：群馬県人事委員会事務局長。
- 1999年4月1日：群馬県林務部長。
- 2001年4月1日：群馬県立図書館長。